# Jaap Kunst
Jaap Kunst, właśc. Jakob Kunst (ur. 12 sierpnia 1891 w Groningen, zm. 7 grudnia 1960 w Amsterdamie) – holenderski etnomuzykolog.

## Życiorys
W dzieciństwie uczył się gry na skrzypcach. Ukończył studia prawnicze na Uniwersytecie w Groningen (1917). W 1919 roku założył trio smyczkowe, z którym odbył tournée po Holenderskich Indiach Wschodnich. Osiadł na Jawie, gdzie został zatrudniony jako prawnik w placówce rządowej w Bandungu i prowadził badania nad muzyką jawajską. Dla muzeum w Batawii zgromadził zbiory instrumentów ludowych, nagrań fonograficznych, fotografii i książek. W 1934 roku wrócił do Holandii, gdzie w 1936 roku podjął pracę jako kurator w Koloniale Instituut w Amsterdamie. Wygłaszał odczyty o folklorze indonezyjskim w krajach europejskich i Stanach Zjednoczonych. W 1942 roku uzyskał habilitację. Od 1952 roku był wykładowcą Uniwersytetu Amsterdamskiego. W 1958 roku został wybrany członkiem Królewskiej Holenderskiej Akademii Sztuk i Nauk.
Był cenionym badaczem muzyki indonezyjskiej, zgromadził bogatą kolekcję gamelanów. Uważany jest za twórcę pojęcia etnomuzykologia, które zastąpiło wcześniejszy termin muzykologia porównawcza. Przedmiotem jego zainteresowań badawczych były instrumenty i przekazywana ustnie tradycja muzyczna wszystkich warstw społecznych u ludów prymitywnych i cywilizowanych, z wyłączeniem jednakże muzyki popularnej. Badał zjawisko akulturacji i wzajemne powiązania kultur muzycznych różnych ludów. Zajmował się również analizą skal instrumentów muzycznych, jest autorem klasyfikacji instrumentów chińskich i indyjskich.

## Prace
(na podstawie materiałów źródłowych)
- De toonkunst van Bali (wspólnie z C.J.A. Kunstem, Weltevreden 1924)
- Hindoe-Javaansche muziekinstrumenten (wspólnie z R. Goris, Batawia 1927; wyd. 2. pt. Hindu-Javanese Musical Instruments Haga 1968)
- A Study on Papuan Music (Weltevreden 1931)
- Musicologisch onderzoek 1930 (Batawia 1931)
- Over zeldzame fluiten en veelstemmige muziek in het Ngada-en Nagehgebied, West-Flores (Batawia 1931)
- De toonkunst van Java (Haga 1934; wyd. 2. pt. The Music in Java 1949; wyd. 3. 1973)
- Verslagen van den ambtenaar voor het systematisch musicologisch onderzoek in den Indischen archipel omtrent de door hem verrichte werkzaamheden (Bandung 1934)
- Een en ander over den Javaanschen gamelan (Amsterdam 1940; wyd. 4. 1945)
- De waardering van exotische muziek in den loop der eeuwen (Haga 1942)
- Music in Flores: A Study of the Vocal and Instrumental Music among the Tribes Living in Flores (Leiden 1942)
- Music in Nias (Leiden 1942)
- Een en ander over de muziek en den dans op de Kei-eilanden (Amsterdam 1945)
- Muziek en dans in de buitengewesten (Amsterdam 1946)
- De inheemsche muziek en de zending (Amsterdam 1947)
- Around von Hornbostel’s Theory of the Cycle of Blown Fifths (Amsterdam 1948)
- The Cultural Background of Indonesian Music (Amsterdam 1949)
- Begdja, het gamelanjongetje (Amsterdam 1950)
- De inheemsche muziek in Westelijk Nieuw-Guinea (Amsterdam 1950; wyd. 2. pt. Music in New Guinea 1967)
- Metre, Rhythm and Multipart Music (Leiden 1950)
- Musicologica: A Study of the Nature of Ethno-musicology. Its Problems, Methods and Representative Personalities (Amsterdam 1950; wyd. 2. poszerzone pt. Ethno-Musicology Haga 1955; wyd. 3. pt. Ethnomusicology Amsterdam 1959; suplement 1960)
- Kulturhistorische Beziehungen zwischen dem Balkan und Indonesien (Amsterdam 1953)
- Sociologische bindingen in der muziek (Haga 1953)